# Сент-Винсент (тауншип, Миннесота)
Сент-Винсент (англ. St. Vincent) — тауншип в округе Китсон, Миннесота, США. На 2000 год его население составило 74 человека.

## География
По данным Бюро переписи населения США площадь тауншипа составляет 141,1 км², из которых 140,3 км² занимает суша, а 0,8 км² — вода (0,55 %).

## Демография
По данным переписи населения 2000 года здесь находились 74 человека, 29 домохозяйств и 22 семьи. Плотность населения —  0,5 чел./км². На территории тауншипа расположена 51 постройка со средней плотностью 0,4 построек на один квадратный километр. Расовый состав населения: 91,89 % белых, 8,11 % — других рас США. Испанцы или латиноамериканцы любой расы составляли 6,76 % от популяции тауншипа.
Из 29 домохозяйств в 27,6 % воспитывались дети до 18 лет, в 65,5 % проживали супружеские пары, в 3,4 % проживали незамужние женщины и в 24,1 % домохозяйств проживали несемейные люди. 20,7 % домохозяйств состояли из одного человека, при том 10,3 % из — одиноких пожилых людей старше 65 лет. Средний размер домохозяйства — 2,55, а семьи — 3,00 человека.
25,7 % населения — младше 18 лет, 6,8 % — в возрасте от 18 до 24 лет, 24,3 % — от 25 до 44, 25,7 % — от 45 до 64, и 17,6 % — старше 65 лет. Средний возраст — 44 года. На каждые 100 женщин приходилось 111,4 мужчин. На каждые 100 женщин старше 18 приходилось 129,2 мужчин.
Средний годовой доход домохозяйства составлял 45 000 долларов, а средний годовой доход семьи —  57 500 долларов. Средний доход мужчин —  35 000  долларов, в то время как у женщин — 19 250. Доход на душу населения составил 20 491 доллар. За чертой бедности не находилась ни одна семья и 2,1 % всего населения тауншипа.